# Carlos Fuentes (actor)
Carlos Fuentes Guillén (Barcelona, 22 de diciembre de 1976) es un actor de cine español.
Carlos Fuentes nació en Barcelona, aunque se crio en Hospitalet de Llobregat. Fuentes fue descubierto como actor en 1995 de una manera casual mientras caminaba por la calle por Manuel Huerga —el responsable de la retransmisión televisiva de la ceremonia inaugural de los Juegos Olímpicos de 1992— quien le eligió como protagonista de su primer largometraje: Antártida, película que le valió la nominación como "Mejor actor revelación" en la edición de los X edición de los Premios Goya de 1996.

## Filmografía
Sus siguientes trabajos le han consolidado como actor.

### Cine
| Año  | Película                    | Director                                  |
| ---- | --------------------------- | ----------------------------------------- |
| 1995 | Antártida                   | Manuel Huerga                             |
| 1996 | Taxi                        | Carlos Saura                              |
| 1996 | La Celestina                | Gerardo Vera                              |
| 1997 | El tiempo de la felicidad   | Manuel Iborra                             |
| 1998 | La primera noche de mi vida | Miguel Albaladejo                         |
| 1998 | Mambí                       | Santiago Ríos y Teodoro Ríos              |
| 1998 | No se lo digas a nadie      | Francisco Lombardi                        |
| 1999 | No respires                 | Juan Potau                                |
| 1999 | Hijos del viento            | José Miguel Juárez                        |
| 2000 | Km. 0                       | Juan Luis Iborra y Yolanda García Serrano |
| 2000 | El segmento de oro          | Roberto Lázaro                            |
| 2000 | La otra cara de la luna     | Luis José Comerón                         |
| 2001 | School Killer               | Carlos Gil                                |
| 2001 | Tiempos de azúcar           | Juan Luis Iborra                          |
| 2002 | Alas rotas                  | Carlos Gil                                |
| 2003 | El furgón                   | Benito Rabal                              |
| 2004 | A +                         | Xavi Ribera                               |
| 2005 | Asalto a la casa grande     | Carlos Gil                                |
| 2006 | Salvador                    | Manuel Huerga                             |
| 2007 | Chuecatown                  | Juan Flahn                                |
| 2008 | Circuit                     | Xavier Rivera                             |
| 2009 | Bullying                    | Josecho San Mateo                         |
| 2015 | Solo Química                | Alfonso Albacete                          |
| 2019 | Ghost                       | Joan Alvarez                              |

### Televisión
| Año  | Programa     | Cadena/s                            |
| ---- | ------------ | ----------------------------------- |
| 1998 | Mi teniente  | TVE                                 |
| 2007 | Planta 25    | Telemadrid, Canal Sur, ETB, Canal 9 |
| 2008 | Coslada cero | TVE                                 |
| 2013 | Carta a Eva  | TVE                                 |

## Premios
| Año  | Premio / Nominación                                         |
| ---- | ----------------------------------------------------------- |
| 1996 | Nominado al Goya como mejor actor revelación por Antártida. |